# Geno Stone
Geno Stone (New Castle, 19 aprile 1999) è un giocatore di football americano statunitense che milita nel ruolo di safety per i Cincinnati Bengals della National Football League (NFL).

## Carriera

### Baltimore Ravens
Stone fu scelto dai Baltimore Ravens nel corso del settimo giro (219º assoluto) del Draft NFL 2020. Fu svincolato l'8 ottobre 2020, e rifirmò per la squadra di allenamento due giorni dopo. Fu promosso nel roster attivo il 9 e il 14 novembre per le gare del nono e decimo turno contro gli Indianapolis Colts e New England Patriots, tornando nella squadra di allenamento dopo ogni partita. Il 17 novembre fu di nuovo promosso nel roster attivo. Il 2 dicembre fu inserito nella lista dei positivi al COVID-19, e tornò attivo il 21 dicembre. Fu svincolato il 28 dicembre.

### Houston Texans
Stone firmò con gli Houston Texans il 29 dicembre 2020.

### Ritorno ai Ravens
Il 23 marzo 2021 Stone firmò un contratto di un anno per fare ritorno ai Ravens. A causa di numerosi infortuni alla difesa vide incrementare i minuti in campo con il procedere della stagione. La prima partita come titolare la disputò nella settimana 15 nella sconfitta per 30-31 contro i Green Bay Packers. Il primo intercetto in carriera lo fece registrare nell'ultimo turno nella sconfitta ai tempi supplementari contro i Pittsburgh Steelers.
Stone fu nominato safety titolare per la gara della settimana 6 della stagione 2022 contro i New York Giants dopo che Marcus Williams fu inserito in lista infortunati. In quella partita mise a segno 6 tackle. La settimana successiva guidò i Ravens in placcaggi contro i Tampa Bay Buccaneers. La sua stagione 2022 si chiuse con 38 tackle, un passaggio deviato e un fumble forzato.
Il primo intercetto della stagione 2023, Stone lo mise a segno nel secondo turno contro i Cincinnati Bengals. Tra la settimana 6 e la settimana 9 ebbe una striscia di quattro gare consecutive con un intercetto. A fine anno si classificò secondo nella NFL con 7 intercetti.

### Cincinnati Bengals
L'11 marzo 2024 Stone firmò con i Cincinnati Bengals.